# Thelocactus hexaedrophorus

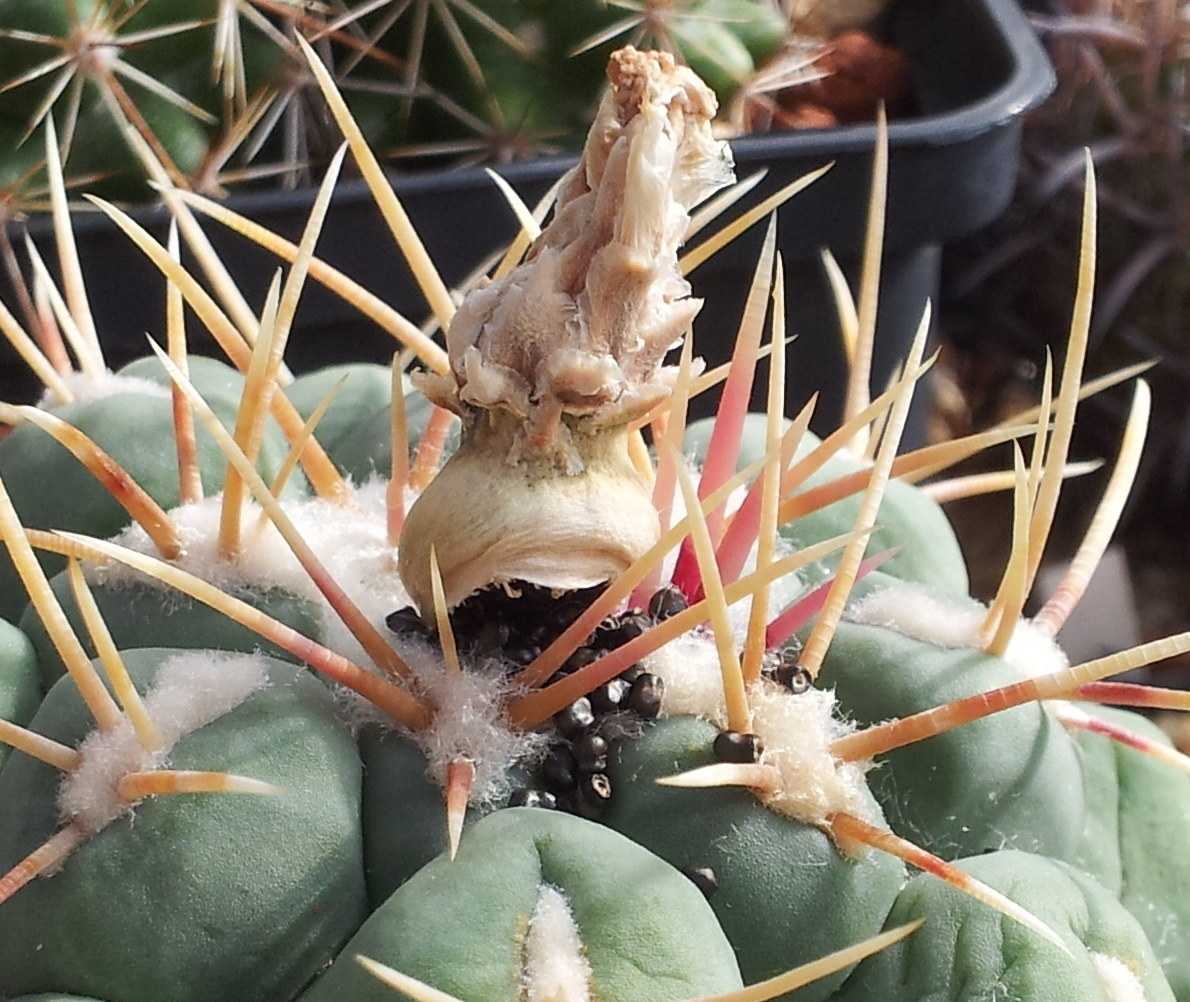
Sich öffnende Frucht und Samen an Thelocactus hexaedrophorus

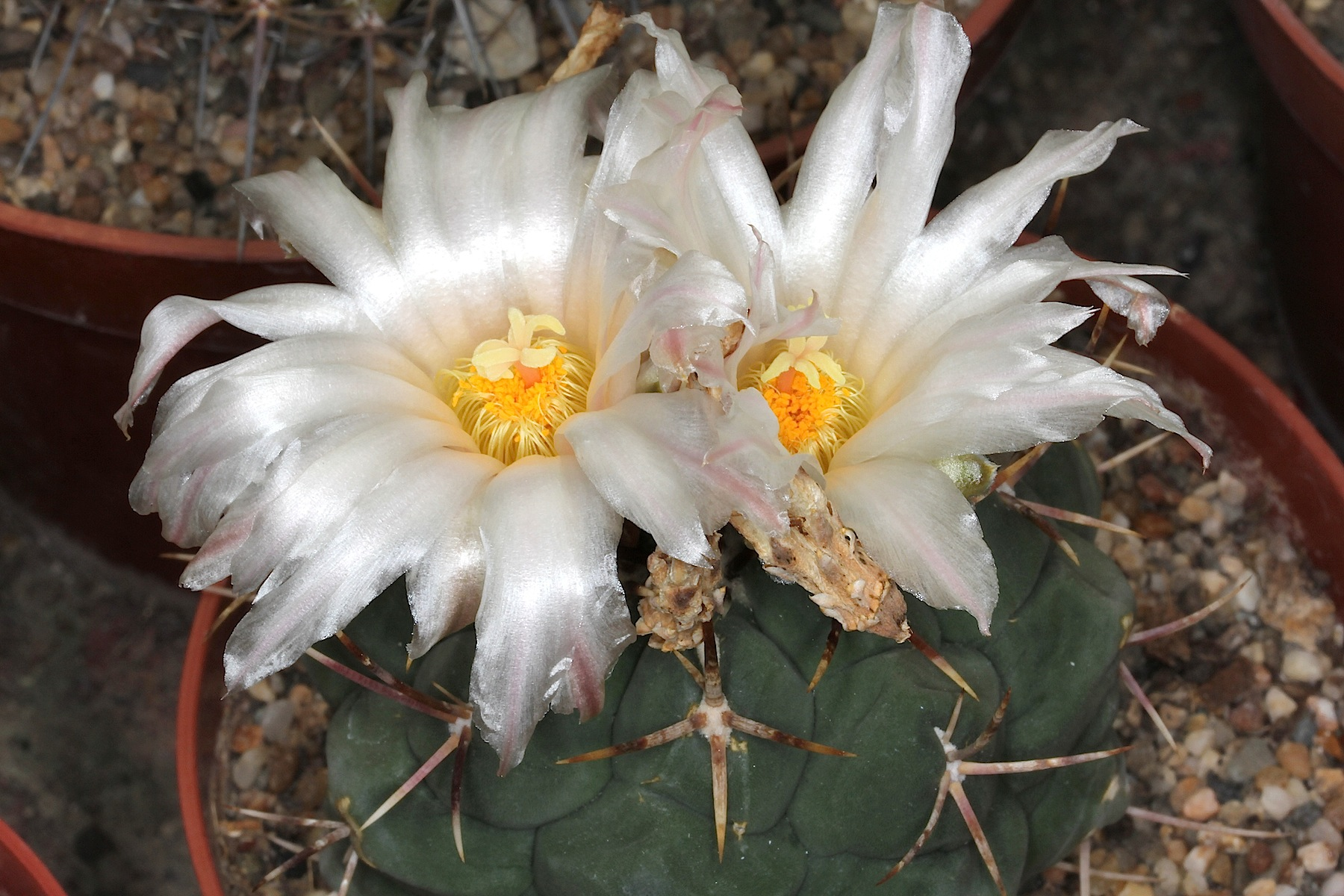
Thelocactus hexaedrophorus subsp. lloydii

Thelocactus hexaedrophorus ist eine Pflanzenart aus der Gattung Thelocactus in der Familie der Kakteengewächse (Cactaceae). Das Artepitheton hexaedrophorus leitet sich von den griechischen Worten hexa- für ‚sechs‘, hedra für ‚Ebene‘ sowie -phoros für ‚tragend‘ ab und verweist auf sechseckigen Warzen der Art.

## Beschreibung
Thelocactus hexaedrophorus wächst einzeln, kugelförmig, gedrückt und hat einen 3 bis 7,5 Zentimeter hohen Körper mit einem Durchmesser von 8 bis 15 Zentimetern und einer bläulich, oliv-grünen oder auch grau-grünen Farbe. Die 8 bis 13 Rippen sind vollkommen in Warzen aufgelöst. Die Warzen sind mehr oder weniger sechsseitig 8 bis 20 Millimeter lang und 13 bis 26 Millimeter groß. Die Areolen sind 4 bis 13 Millimeter lang und 2 bis 3,5 Zentimeter voneinander entfernt. Die 4 bis 8 Randdornen sind 5 bis 60 Millimeter lang, reinweiß, ockerfarben, rötlich bis braun, gerade oder gebogen, nadelförmlich bis pfriemlich. Der Mitteldorn ist 2 bis 3 Zentimeter lang, kräftiger und steht aufrecht.
Die Blüten sind groß, 5 bis 10 Zentimeter lang und breit. Die Blütenfarbe variiert zwischen weiß bis leicht rosa. Die Früchte sind grün bis magentafarben und 7 bis 11 Millimeter groß und springen trocken auf.

## Verbreitung, Systematik und Gefährdung
Thelocactus hexaedrophorus wächst auf sanften Hängen und Kalkstein in den mexikanischen Bundesstaaten San Luis Potosí, Zacatecas, Tamaulipas und Nuevo León.
Die Erstbeschreibung als Echinocactus hexaedrophorus erfolgte 1839 durch Charles Lemaire. Nathaniel Lord Britton und Joseph Nelson Rose stellten die Art 1922 in die Gattung Thelocactus. Ein nomenklatorisches Synonym ist Echinofossulocactus hexaedrophorus (Lem.) Lawr. (1841).
Es werden folgende Unterarten unterschieden:
- Thelocactus hexaedrophorus subsp. hexaedrophorus
- Thelocactus hexaedrophorus subsp. lloydii (Britton & Rose) Kladiwa & Fittkau

In der Roten Liste gefährdeter Arten der IUCN wird die Art als „Least Concern (LC)“, d. h. als nicht gefährdet geführt.

## Nachweise